# Princípio da retroatividade benéfica penal
O Princípio da Retroatividade Benéfica Penal determina que os efeitos benéficos e favoráveis de uma lei penal retroagem ilimitadamente e indiscriminadamente para todos os fatos anteriores à sua entrada em vigência. 
Por se tratar de um efeito benéfico, ele interage ex-tunc, e, qualquer pessoa que já esteja, de alguma forma, sendo punida pela prática da conduta quando ela ainda era ilícita, passa, instantaneamente, com a vigência da Lei benéfica, a ser tratado como se sua conduta, à época da realização e condenação, já não fossem ilegais, mesmo para quem cumpre pena, ou mesmo, já a cumpriu anteriormente. 
Assim, por exemplo, se um condenado cumpre pena por determinada conduta em Regime mais severo, advindo e entrando em vigência Lei que determine para aquela mesma conduta Regime mais brando, é imediato o Direito do condenado à mudança pro Regime mais brando, como se esse fosse o regime previsto para sua infração na época de sua prática, ainda que o processo e a Lei que tenham definidos seu regime inicial estivessem corretos pra época. O efeito mais agudo possível proporcionado por esse princípio ocorre o Abolitio criminis, isto é, quando determinada conduta deixa de ser considerada Infração penal . Nesse caso, A conduta não deixa de ser considerada ilícita e impunível apenas a partir daquele instante, mas sim, desde sempre. Na prática, a partir daquele instante, considera-se que a conduta nunca foi ilícita. Assim sendo, uma pessoa sendo processada, já condenada, cumprindo pena ou até mesmo, já tendo terminado de cumprir a pena a ele imposta por sua conduta, até então delituosa, passa instantaneamente a ser inocente, com todos os efeitos processuais e penais possíveis.
Toda vez que um Tipo penal é revogado, se opera a Retroatividade Benéfica, de forma ilimitada e irrestrita ao passado.
Não se deve confundir a Revogação de um Tipo Penal, com o fim da vigência de Lei penal temporária, pois, neste segundo caso, a Lei foi criada e prevista para que sua vigência e efeitos incriminantes tivessem prazo de início e fim. Assim, quem pratica a conduta proibida durante a vigência limitada dessa Lei, será atingido por seus efeitos, mesmo após o fim de sua vigência. No caso da revogação, temos uma Lei planejada e criada pra durar indefinidamente e que, de repente, se conclui que, por não se adequar mais a algo que mereça proibição ou punição, deva deixar de ser tipificada.
O Princípio da Retroatividade Benéfica Penal surge a partir do vácuo permissivo criado pelo Princípio da Irretroatividade Penal, uma vez que a Lei proíbe apenas que efeitos negativos retroajam. Como não são mencionados os efeitos positivos e benéficos na proibição de retroagir, se entende que a Retratividade é permitida desde que benéfica. Há que se entender também que, apesar da letra da Lei definir apenas que "OS CRIMES" não podem retroagir, a Doutrina, os Juristas e a Jurisprudência sempre entenderam pacificamente que, o Legislador se referia a todas as Infrações Penais, uma vez que, não faz sentido que as Contravenções, menos graves e danosas que os Crimes, tenham tratamento mais duro que estes. Trata-se, portanto, de equívoco de definição técnica por parte do Legislador ao escrever a Lei.
No Brasil, o Princípio da Retroatividade Benéfica Penal está garantido na Constituição Federal de 1988, a qual, em seu artigo 5º inciso XL exige que: "A lei penal não retroagirá, salvo para beneficiar o réu".